# 斯潘塞-史密斯角
斯潘塞-史密斯角（英語：Cape Spencer-Smith），是南極洲的海岬，位於維多利亞地的斯科特海岸，處於懷特島北端，由新西蘭探險隊命名，現時由南極條約體系管理。